# Whitefield (New Hampshire)
Whitefield ist der Name einer Town im Coös County des US-Bundesstaates New Hampshire in Neuengland. Das U.S. Census Bureau hat bei der Volkszählung 2020 eine Einwohnerzahl von 2.490 ermittelt. Whitefield liegt in den „Great North Woods“ im Norden des Staates. Whitefield war die letzte unter englischer Verwaltung erteilte Siedlungskonzession. Sie wurde am 4. Juli 1774 erteilt, zwei Jahre vor Annahme der  Unabhängigkeitserklärung. Das Gebiet Whitefields wurde durch die Vermessung der umliegenden, bereits vergebenen Siedlungsgebiete bestimmt. Es umfasst Land, das zwischen diesen Gemeinden übrig blieb und zu keiner davon gehörte.

## Geographie
Whitefield liegt nordwestlich der White Mountains. An Whitefield grenzen Lancaster im Norden, Jefferson und Carroll im Osten, Bethlehem im Süden sowie Dalton im Westen. Einziger Ort neben Whitefield ist Hazens. Durch Whitefield fließt der Johns River, der in Dalton in den Connecticut River mündet.

## Geschichte
Das Gebiet von Whitefield war gut zu kultivieren, reich an Kiefern und im Norden sumpfig. Die Geschichte der permanenten Besiedlung beginnt mit der Beantragung der Siedlungskonzession am 12. April 1773. Zu den Antragstellern gehörten unter anderen Benning und Paul Wentworth, Verwandte des damaligen Gouverneurs. Gut ein Jahr später am 4. Juli 1774 wurde die Konzession bewilligt. Dabei steht der Name in der Urkunde dreimal im Plural als Whitefields auf. Im Herbst 1774 wurde Whitefield zum ersten Mal vermessen. Dabei wurde ein Weg von Bethlehem nach Lancaster markiert, indem Bäume gekennzeichnet wurden. Dies war der erste Ansatz von Straßeneinrichtung. 1795, inmitten der Spannungen zwischen England und den Kolonien, kam es in Whitefield zu einem umfangreichen Landverkauf, nachdem mehrere Landinhaber infolge der Auseinandersetzungen ihre Ansprüche nicht mehr wahrnehmen oder konnten. Aus politischen Gründen nicht imstande oder nicht gewillt, die Steuern für ihren Besitz zu bezahlen, wurde dieser am 18. Juni des Jahres zwangsversteigert, noch ehe die ersten Siedler eintrafen. In mehreren Eigentümerversammlungen wurden Grundstücke aufgeteilt und zugewiesen. Das letzte dieser Treffen fand am 11. Juli 1809 in Lancaster statt.
Die ersten Siedler kamen um 1802 nach Whitefield. 1805 wurde beschlossen, eine Schule einzurichten. Das erste Schulgebäude war ein Blockhaus. Zu diesem Zeitpunkt war bereits eine Straße von Lancaster in Richtung Plymouth angelegt worden. 1815 wurde eine Straße nach Jefferson angelegt, und ein Jahr später beschloss die Gemeindeversammlung, eine Straße von Dalton im Westen nach Carroll im Osten zu bauen, das damals noch den Namen Bretton Woods führte.
Am 25. Mai 1804 wurde der Antrag gestellt, als unabhängige, selbstverwaltete Gemeinde eingetragen zu werden. Das Repräsentantenhaus New Hampshires stimmte am 20. Juni des Jahres dafür, dem Antrag statt zu geben, und am 1. Dezember 1804 wurde Whitefield als Town registriert. Zugleich wurde die Schreibweise, auf Bitten der Einwohner, offiziell als Whitefield festgeschrieben, nachdem davor auch die Schreibweise Whitefields in Gebrauch gewesen war. Der Name bezieht sich möglicherweise auf Reverend George Whitefield, der zur damaligen Zeit eine den meisten Konzessionären bekannte Persönlichkeit und kurz zuvor verstorben war. Die erste Gemeindeversammlung vor Ort fand am 12. März 1805 statt. 1826 entstand eine Congregationalistengemeinde mit sechs Mitgliedern, doch es gab bis 1859 keinen ortsansässigen Geistlichen, obwohl es neben den Congregationalisten auch eine methodistische Gemeinde gab. Nach 1874 bauten die Baptisten eine Kirche. Daneben hatte Whitefield Mitte des Jahrhunderts neun Schulbezirke, zwei Säge- und eine Kornmühle sowie ein Postamt. 1869 erreichte die Bahnstrecke von Woodsville nach Groveton Whitefield Junction. Danach wurde von dort eine Waldbahn in Richtung Jefferson gebaut, die von 1878 bis 1879 auf Normalspur umgebaut und bis 1893 nach Berlin verlängert wurde. Der Personenverkehr auf dieser Strecke wurde 1961 eingestellt.

### Bevölkerungsentwicklung
| Volkszählungsergebnisse – Whitefield, New Hampshire | Volkszählungsergebnisse – Whitefield, New Hampshire | Volkszählungsergebnisse – Whitefield, New Hampshire | Volkszählungsergebnisse – Whitefield, New Hampshire | Volkszählungsergebnisse – Whitefield, New Hampshire | Volkszählungsergebnisse – Whitefield, New Hampshire | Volkszählungsergebnisse – Whitefield, New Hampshire | Volkszählungsergebnisse – Whitefield, New Hampshire | Volkszählungsergebnisse – Whitefield, New Hampshire | Volkszählungsergebnisse – Whitefield, New Hampshire | Volkszählungsergebnisse – Whitefield, New Hampshire |
| Jahr                                                | 1810                                                | 1820                                                | 1830                                                | 1840                                                | 1850                                                | 1860                                                | 1870                                                | 1880                                                | 1890                                                | 1900                                                |
| --------------------------------------------------- | --------------------------------------------------- | --------------------------------------------------- | --------------------------------------------------- | --------------------------------------------------- | --------------------------------------------------- | --------------------------------------------------- | --------------------------------------------------- | --------------------------------------------------- | --------------------------------------------------- | --------------------------------------------------- |
| Einwohner                                           | 51                                                  | 281                                                 | 684                                                 | 751                                                 | 857                                                 | 1015                                                | 1196                                                | 1828                                                | 2041                                                | 2157                                                |
| Jahr                                                | 1910                                                | 1920                                                | 1930                                                | 1940                                                | 1950                                                | 1960                                                | 1970                                                | 1980                                                | 1990                                                | 2000                                                |
| Einwohner                                           | 1635                                                | 1935                                                | 1693                                                | 1834                                                | 1677                                                | 1581                                                | 1538                                                | 1681                                                | 1917                                                | 2039                                                |
| Jahr                                                | 2010                                                | 2020                                                | 2030                                                | 2040                                                | 2050                                                | 2060                                                | 2070                                                | 2080                                                | 2090                                                | 2100                                                |
| Einwohner                                           | 2306                                                | 2490                                                |                                                     |                                                     |                                                     |                                                     |                                                     |                                                     |                                                     |                                                     |

### Hazens
Im 19. Jahrhundert war Hazen eine eigene kleine Gemeinde, mit Kirche, Postamt, Bahnhof an der Strecke von Whitefield nach Berlin und eigener Schule. Name und Begründung gehen zurück auf Louis und Lucius Hazen aus Vermont. Sie kauften sich 1870 in eine örtliche Holzgesellschaft ein und ließen sich im späteren Hazen als Farmer und Rancher nieder. 1880 hatte sich ein kleines Dorf entwickelt, mit 15 Häusern, Postamt, Bahnhof, Schmiede und Schule, das vollständig im Besitz der Familie Hazen war. Der John’s River wurde aufgestaut, um Wasser für die Farm zu speichern und der Gemeinde zur Erholung zu dienen. Hazen züchtete zudem Rennpferde und legte eine Rennstrecke an. Später fand auf dem Gelände die erste Grafton & Coös County Grange Fair statt. Nach dem Zweiten Weltkrieg wurde dort ein Flugplatz angelegt.

## Infrastruktur und Gemeindeeinrichtungen
Die Polizei von Whitefield ist gemeindeeigen und in Vollzeit tätig, Feuerwehr und medizinische Notfallversorgung erfolgen durch Freiwillige. Die Wasserversorgung übernimmt ein Wasserbetrieb, die Abwasserentsorgung erfolgt teils mittels privater Tanks, teils durch die Gemeinde, die ein Klärwerk betreibt. Whitefield hat eine Bibliothek, die Whitefield Public Library, eine Grund- und eine Oberschule sowie eine Kinderbetreuungseinrichtung.

### Verkehr
In Whitefield kreuzen die New Hampshire State Routes NH-116 und NH-142 die US-3. Die Bahnstrecke über Waumbek Junction und Lancaster nach Groveton ist in Betrieb, ebenso die Strecke von Lunenburg nach Portland. Im Ortsteil Hazen liegt der Mount Washington Regional Airport mit asphaltierter Landebahn. Der nächstgelegene Flughafen mit Linienverkehr ist der Lebanon Municipal Airport in Lebanon.